# 企业工程
企业工程是关于设计、建设、维护与改造企业的实践、研究与技术综合领域。

## 基本概念
对企业工程（Enterprise Engineering, EE）较早的正式定义，可以追溯到20世纪90年代，当时的国际企业工程协会（International Society for Enterprise Engineering, ISEE）的定义：

“对企业的所有要素进行分析、设计、实施和运作的知识、原理和学科的整体。”企业工程方法包括建模、成本分析、模拟、工作流分析、瓶颈分析。企业工程概念包括TQM、JIT、变化管理，以及附加价值分析。

詹姆斯·迈天在1995年出版的企业工程专著中，对企业工程有如下表述：

企业工程是用于建造或变革企业及其过程、体系的学科的集合体，它结合最有力的变革方法并令其成功。其目标是在所有层次的学习中达成技术与人结合的最大功效。

## 产生与发展途径
企业工程是围绕着企业这一复杂人造系统的规划（设计）、建设与改造而自然产生、聚集的知识与实践领域。从实际发展看，企业工程主要来源于以下领域：

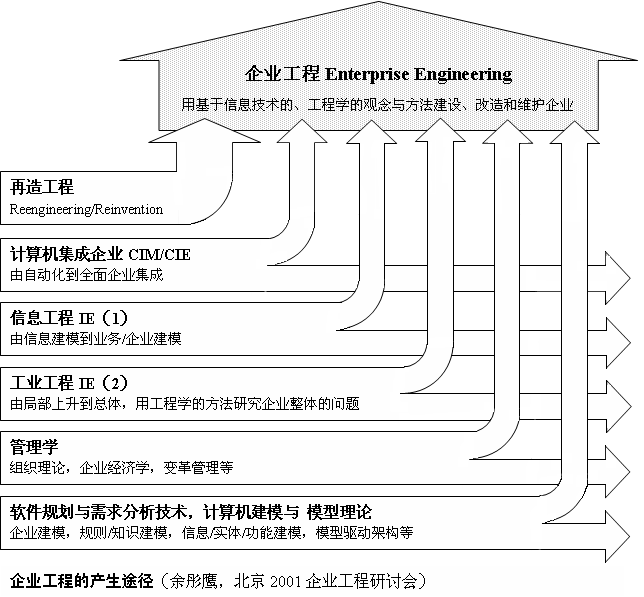
点击查看原图

再造工程（Reengineering）
其基本内涵可划分为两个方面：现有企业中怎样进行重新规划与改造；新的企业应当怎样设计与建设。这两方面都是企业工程的基本内容。
计算机集成企业（Enterprise integration，CIMS）
这一领域的相关研究，主要包括企业建模理论与方法论、建模语言或体系、企业架构、企业参考模型，以及企业集成等方面，积累了丰硕的成果。早期企业工程的概念，正是在这一背景下提出的。这个领域也与工业工程密切相关，或被划入该领域，见后续说明。
工业工程（工业工程学）
传统的工业工程从科学管理、作业研究开始，但其范围从最初的制造业不断扩大到一般性的企业，并引入了整体、系统的观点。因此，站在工业工程学科拓展的立场上，企业工程有时也被看做其一部分或自然延续。从既有的实践和发展历程上看，工业工程是自下（基层作业）而上，由局部到整体的；企业工程是自上（使命、战略）而下，由整体视图着眼的。
信息工程（Information Engineering）
早期的企业工程总结与实践者例如詹姆斯·迈天等，就是信息工程的主要开拓与倡导者，他们从信息工程、信息工程实施与企业变革的关系这样的立场与角度发展和提出了企业工程。信息工程在更大范围上，也可以被归纳为软件工程的一部分，但信息工程所倡导的理念和方法都与“主流”的软件工程有一定区别，它成为企业工程思想的一个独特来源，也与此有关。
软件工程（软件工程）与计算机建模
企业应用软件的开发通过需求分析与建模这个环节，与企业工程形成了天然的联系，近些年对企业架构（EA）的研究与应用，则更加将企业信息技术应用的整个生命周期与企业工程关联起来。另一方面，现代企业建模语言和应用，都是建立在计算机建模的基础上的。
管理学（管理学）
广义的管理科学，具有十分宽泛的内容，上面所述的再造工程、工业工程等，也可划入其中，从这个角度，企业工程也应该划入其中。然而，从相对狭义的角度去比较“管理”与“建设”的区别是有启发意义的。企业工程是关于企业实体设计与建设的，企业管理是关于这个企业实体的运作的。“变化管理”（應變管理）是二者的交汇点之一。企业管理领域的组织理论、管理体系（例如ISO9000，CMM）方面的知识与实践，也是企业工程知识的重要来源。
系统工程（系统工程）
系统工程与企业工程的关系与以上方面不同，它是企业工程最重要的理论基础之一。企业是一个复杂的开放系统，系统工程原理应当是企业工程的基础原理，企业工程是系统工程一个独特的应用领域。